# Stazione di Chivasso
Stazione di Chivasso vasútállomás Olaszországban, Chivasso településen.

## Vasútvonalak
Az állomást az alábbi vasútvonalak érintik:
- Torino–Milánó-vasútvonal
- Chivasso-Asti-vasútvonal
- Chivasso–Alessandria-vasútvonal
- Chivasso-Ivrea-Aosta-vasútvonal

## Kapcsolódó állomások
A vasútállomáshoz az alábbi állomások vannak a legközelebb:
- Stazione di Brandizzo (Stazione di Pinerolo, Line SFM2)
- Stazione di Castelrosso
- Stazione di Montanaro
- Stazione di Torrazza Piemonte
- Stazione di San Sebastiano da Po